# Mark Van Doren
Mark Van Doren (Hope, 13 giugno 1894 – Torrington, 10 dicembre 1972) è stato un poeta e critico letterario statunitense, vincitore del Premio Pulitzer per la poesia nel 1940.

## Biografia
Mark Van Doren nacque nella cittadina di Hope, contea Vermillion, Illinois, figlio di Dora Ann Butz e Charles Lucius Van Doren medico della contea. Di lontane origini olandesi, Mark insieme al fratello maggiore di nove anni Carl Van Doren crebbe nella fattoria di famiglia. Van Doren frequentò la University of Illinois ottenendo nel 1914 il Bachelor of Arts e nel 1915 il Master of Arts. Nel 1920 presso la Columbia University conseguì il Ph.D. e qui iniziò e concluse la sua carriera accademica articolatasi come professore ordinario di letteratura inglese dal 1920 al 1959 e come professore emerito dal 1959 al 1972. 
La vasta cultura e l'attitudine all'insegnamento fecero sì che Mark Van Doren fosse la guida insuperata nel mondo delle idee e della poesia per gli studenti della Columbia University, fra questi i poeti Louis Simpson, Richard Howard, John Hollander, John Berryman, Thomas Merton e Allen Ginsberg. A riprova della meritata fama di docente di Van Doren, gli studenti del Columbia College dal 1962 annualmente premiano il docente migliore con il Mark Van Doren Award. Thomas Merton in una lettera a Van Doren, scrisse "You always used your gifts to make people admire and understand poetry and good writing and truth."
Nel 1922 sposò la scrittrice Dorothy Graffe. Il loro figlio, Charles Van Doren (nato il 12 febbraio 1926), balzò agli onori della cronaca quando vinse una edizione truccata del famoso gioco a quiz Twenty One. Mark Van Doren morì all'età di 78 anni nella cittadina di Torrington nel Connecticut. La sua famosa corrispondenza con il poeta Allen Tate è custodita presso la Vanderbilt University.

## Opere
Poesia
- Spring Thunder (1924)
- (editor) An Anthology of World Poetry (1928)
- Jonathan Gentry (1931)
- Winter Diary (1935)
- Collected Poems 1922-1938 (1939), vincitore nel 1940 del Premio Pulitzer per la Poesia
- The Mayfield Deer (1941)
- The Last Days of Lincoln, a verse play in six scenes (1959)
- Our Lady Peace
- The Story-Teller (N/A)
- Collected and New Poems 1924-1963 (1963)

Romanzi
- The Transients (1935)
- Windless Cabins (1940)
- Tilda (1943)

Saggistica
- The Poetry of John Dryden (1920)
- Introduction to Bartram's Travels (1928)
- American and British Literature Since 1890 (1939), scritto in collaborazione con Carl Van Doren
- Shakespeare (1939)
- The Liberal Education (1943)
- The Noble Voice (1946)
- Nathaniel Hawthorne (1949)
- Introduction to Poetry (1951)
- The Autobiography Of Mark Van Doren (1958)
- The Happy Critic (1961)
- The Selected Letters of Mark Van Doren, George Hendrick (Ed.), (1987)

Epistolario
- Allen Tate and Mark Van Doren Correspondence, 1940-1977, Molly Dohrmann (Ed.), (2006)